# Heliophanus termitophagus
Heliophanus termitophagus är en spindelart som beskrevs av Wesolowska, Haddad 2002. Heliophanus termitophagus ingår i släktet Heliophanus och familjen hoppspindlar. Inga underarter finns listade i Catalogue of Life.